# 浑河湾街道
浑河湾街道，是中华人民共和国辽宁省沈阳市和平区下辖的一个乡镇级行政单位。

## 行政区划
浑河湾街道下辖以下地区：
水源地社区、砂阳南社区、南京南社区、河北社区、万和社区、玉屏二社区、砂山新村社区和和平湾社区。